# Bremer Frauenausschuss
Der Landesfrauenrat Bremen - Bremer Frauenausschuss e. V. (bfa) ist ein überparteilicher und überkonfessioneller Dachverband von Frauenorganisationen aus allen gesellschaftlichen Bereichen des Landes Bremen.
Der Verband ist eine Interessenvertretung der Frauen im Land Bremen und Ansprechpartner für Senat, Bürgerschaft und die Bremische Zentralstelle für die Verwirklichung der Gleichberechtigung der Frau (ZGF). Er setzt sich für die Umsetzung der Gleichberechtigung von Frau und Mann ein. Er wurde 1946 gegründet und umfasst heute etwa 40 Mitgliedsverbände. Der Landesfrauenausschuss Bremen - Bremer Frauenausschuss e. V. ist der erste deutsche Landesfrauenrat. Er entsendet gemäß Radio-Bremen-Gesetz seit Gründung des Rundfunkrats 1949 mindestens eine Vertreterin in das Gremium als Repräsentantin der Frauenorganisationen im Lande Bremen. Zusätzlich hat er je eine Vertreterin im ESF- und EFRE-Ausschuss, sowie im Medienrat der Landesmedienanstalt Bremen.
Die jährliche Auszeichnung einer Bremer „Frau des Jahres“ durch den Landesfrauenrat seit 1999 findet eine breitere öffentliche Beachtung in Bremen. Die Ehrung wird im Rahmen eines Festakts im Rathaus oder der Bremischen Bürgerschaft (2018) am Internationalen Frauentag verliehen.
In den letzten Jahren erfuhr der Landesfrauenrat Bremen eine merkliche Politisierung und wurde in der bremer Öffentlichkeit in seinem Einsatz für die gleichberechtigte Teilhabe von Frauen deutlicher wahrgenommen. So wandte sich der Ausschuss im April 2010 in einem einstimmig verabschiedeten Appell gegen den fortgesetzten Frauenausschluss bei der Gästeauswahl der renommierten Schaffermahlzeit. Der Landesfrauenrat Bremen initiierte 2010 die monatliche Vortrags- und Diskussionsveranstaltung „Politika“ zu frauenpolitisch kontroversen Themen auf dem Theaterschiff Bremen.

## Geschichte des Landesfrauenrats Bremen

### Gründungsaufruf nach dem Zweiten Weltkrieg
„Wir rufen euch Frauen!“ war der eindringliche Appell überschrieben, mit dem seine Gründerinnen im März 1946 im Weser-Kurier an die Öffentlichkeit gingen. Gründungs- und Vorstandsmitglieder waren die fünf Unterzeichnerinnen des Aufrufs Agnes Heineken, Anna Klara Fischer, Anna Stiegler, Käthe Popall und Irmgard Enderle, darüber hinaus Elisabeth Lürssen und Charlotte Niehaus. Sie alle hatten politische Erfahrung, hatten sich bereits vor 1933 in der alten Frauenbewegung  engagiert und waren später teils härtester politischer Verfolgung durch die Nationalsozialisten ausgesetzt gewesen. In dem umfangreichen Zeitungsartikel rief der neu gegründete Frauenausschuss die Bremer Frauen dazu auf, die von den Alliierten ins Land gebrachte demokratische Freiheit zu nutzen zum Aufbau einer friedlichen Gesellschaft, frei von militaristischen und nationalsozialistischen Tendenzen. Nach dem Aufruf stieß auch Hanni Lohmann zu den Frauen des Ausschusses, wo sie eines ihrer Tätigkeitsfelder fand und bald in den Vorstand gewählt wurde.

### Überlebensarbeit und Aufbaujahre
Zu dem gesellschaftlichen Neuaufbau sollte der Ausschuss Frauen verschiedener gesellschaftlicher Gruppen über parteipolitische Grenzen hinweg in Arbeitskreisen zusammenführen zur Lösung aktueller praktischer Probleme wie Ernährung, Wohnung, Erziehung, Arbeit oder Hygiene und damit auch die frühere Spaltung in bürgerliche und proletarische Frauenbewegung überwinden. Vertreten im Ausschuss waren bei seiner Gründung die bremer Organisationen von SPD und kommunistischer Partei, die Bremer Demokratische Volkspartei, die Gewerkschaftsverbände Bremen, sowie Arbeiterhilfswerk, Caritasverband, Israelitische Gemeinde, die Organisation des 5. Wohlfahrtsverbandes und die Internationale Frauenliga für Frieden und Freiheit in Bremen.
Der Frauenausschuss erhob umfassende Forderungen nach politischer und praktischer Gleichberechtigung der Frauen, gleichzeitig lag im Sinne der alten Frauenbewegung eine starke Betonung auf der traditionellen Frauenrolle als Mutter innerhalb der Familie und dem „Dasein für andere“. In den ersten Jahren war das Engagement des Bremer Frauenausschusses stark auf die Überlebensarbeit der Bremerinnen in Not und Aufbau der Nachkriegszeit gerichtet. Durch die teilweise Personalunion der Ausschussfrauen mit politischen Ämtern erhielten die Frauen in dieser frühen Phase Zugang zu wichtigen Kreisen der Politik: der Frauenausschuss wurde bald ganz selbstverständlich ins Parlament geladen, zu Beratungen der einzelnen senatorischen Behörden hinzugezogen und genoss höchstes Ansehen auch beim Senat. Ab September 1946 bekam der Frauenausschuss ein eigenes Büro im Rathaus, wo er eine öffentliche Sprechstunde für die Schwierigkeiten einzelner Frauen abhalten konnte und wurde mehr und mehr zum Mittler in Fragen praktischer Probleme zwischen der Bevölkerung und Behörden oder Politik.
Der Frauenausschuss wurde Mitglied im 1949 gegründeten Deutschen Frauenring als einem Zusammenschluss von Frauenorganisationen in den westdeutschen Bundesländern. In den Aufbaujahren nahm der Frauenausschuss unter anderem auf wichtige praktische Vorgaben des Sozialen Wohnungsbaus in Bremen Einfluss, die Verbesserungen des täglichen Lebens von Familien und alleinstehenden Frauen bewirkten.

### Rückgang der politischen Bedeutung in den 1950er und 1960er Jahren
Mit dem Ende des Wiederaufbaus und den darauffolgenden Zeiten wirtschaftlicher Blüte Ende der 1950er und in den 1960er Jahren zeigten sich zunehmend die Grenzen der überparteilichen Arbeit. In kontroversen politischen Fragen konnte der Ausschuss nicht mit einer Stimme sprechen und verlor in dieser Phase zunehmend an gesellschaftlicher Bedeutung – ASF (SPD) und DGB traten zeitweise aus dem Verband aus. Eine neue Generation von Frauen gab ihrem frauenpolitischen Engagement innerhalb der Parteien Vorzug vor der parteiübergreifenden Arbeit des Frauenausschusses.

### Verhältnis zur Neuen Frauenbewegung in Bremen seit 1970
Als sich die Neue Frauenbewegung Anfang der 1970er Jahre in Bremen formiert hatte, wurde sie zunächst kaum von den Frauen des Bremer Frauenausschusses wahrgenommen, die Aktivistinnen der Neuen Frauenbewegung taten sich lange schwer damit, die Leistungen der alten Frauenbewegung anzuerkennen. Beide Seiten existierten bis in die 1980er Jahre hinein weitgehend ohne gegenseitigen Austausch nebeneinander. Im Verlauf der 1990er Jahre entspannte sich das Verhältnis trotz bestehender Vorbehalte und verschiedene Organisationen und Gruppierungen der Neuen Frauenbewegung traten dem Bremer Frauenausschuss bei.

### Entwicklung der letzten Jahre
In den zurückliegenden Jahren entwickelte der Frauenausschuss ein entschiedeneres frauenpolitisches Auftreten auch in kontroversen Fragen. Nach der Bürgerschaftswahl 2007 richtete der Bremer Frauenausschuss konkrete Forderungen an den neuen Senat, die unter anderem die Frauenberücksichtigung bei neu zu besetzenden Stellen nach dem Regierungswechsel und eine Bundesratsinitiative für ein Gleichstellungsgesetz für die Privatwirtschaft betrafen. Nachdem die  Bürgerschaft bei der Neuwahl des Staatsgerichtshofs 2007 keine Frauen berücksichtigt hatte, reagierte der Frauenausschuss mit Empörung und unterstützte die scharfe Kritik der Landesfrauenbeauftragten. Die Zusammensetzung des Gerichts wandelte sich seither stark:   seit der Richterwahl der 18. Legislaturperiode der Bremischen Bürgerschaft im November 2011 sind fünf von den sieben Mitgliedern des Gremiums Frauen.
Bei seiner Delegiertenversammlung im April 2010 wandte sich der Ausschuss in einem einstimmig verabschiedeten Appell gegen den fortgesetzten Frauenausschluss bei der Gästeauswahl der renommierten Schaffermahlzeit der Bremischen Wirtschafts- und Kapitänselite, der in dem Aufruf als Verstoß gegen das Gleichstellungsgebot des Grundgesetzes und der UN-Menschenrechtscharta kritisiert wurde. Vor vielen Jahren noch war ein Antrag, der ebenfalls auf die Teilnahme von Frauen am „Aushängeschild“ der Hansestadt abzielte, im Frauenausschuss abgelehnt worden. Kontrovers diskutiert, jedoch zur weiteren Informationssammlung vertagt, wurde ein Antrag, der sich mit dem möglichen Verbot von Burka und Kopftuch wie in anderen europäischen Staaten auseinandersetzte. In die Öffentlichkeit trat der Frauenausschuss seit Mai 2010 auch auf dem Theaterschiff Bremen durch die monatliche Vortrags- und Diskussionsveranstaltung „Politika“ zu frauenpolitisch kontroversen Themen.
Wie schon bei seiner Gründung 1946 spielten auch in den letzten Jahren konkrete Lösungen für Alltagsprobleme verschiedener Frauengruppen im Bremer Frauenausschuss eine wesentliche Rolle. So setzte sich der Ausschuss aufgrund der Kenntnis sehr negativer Erfahrungen von Frauen mit der BagIs für den Einsatz einer Frau in der Beratung und Rechtsaufklärung von Schwangeren bei der Behörde ein sowie für flexiblere Anmeldezeiten für Kindertageseinrichtungen als sie von der zuständigen Senatorin vorgegeben wurden. Andere Beispiele sind das Eintreten für stabile Kursgebühren bei der Volkshochschule, deren Erhöhung infolge von Mittelkürzungen vor allem Frauen mit geringem Einkommen als bisherige Hauptgruppe der Kursteilnehmer trifft oder die Forderung nach Gesetzesänderungen und Zwischenlösungen für den kostenlosen Erhalt von Verhütungsmitteln für Bezieherinnen von geringem Einkommen wie Bafög und Arbeitslosengeld II.
Im April 2020 beschloss die Delegiertenversammlung des Bremer Frauenausschusses e. V. (bfa) den Namen in Landesfrauenfrauen Bremen - Bremer Frauenausschuss e. V. zu ändern. Dieser Schritt hatte zum Ziel, besser zu verdeutlichen, dass es sich bei unserer Institution um eine landesweite Einrichtung handelt.

## Vertretung im Rundfunkrat seit 1949
Entsprechend seiner gesellschaftlichen Bedeutung erhielt der Bremer Frauenausschuss im 1949 neugegründeten Rundfunkrat von Radio Bremen zwei der damals 19 Sitze. Die Ausschussfrauen nutzten ihren Einfluss, um eine Reihe regelmäßiger Rundfunksendungen speziell für Frauen einzurichten. Diese hatten praktische Zielsetzungen zum Inhalt, aber auch die Herausbildung eines allgemeinen politischen Bewusstseins der Frauen, die der Zeit und deren sozialen Umständen entsprechend meist kaum Zugang zu Informationen hatten.
Der Rundfunkrat, der später auf 36 Delegierte gesellschaftlich besonders bedeutsamer Gruppen in Bremen anwuchs, wurde 2008 auf 26 Mitglieder verkleinert, unter denen der Bremer Frauenausschuss nur noch mit einer statt bislang zwei Delegiertenstimmen vertreten war. Wegen dieser Reduzierung der „Frauenstimmen“ wie auch wegen einer fehlenden verbindlichen Quote für die paritätische Beteiligung von Frauen am Rundfunkrat als Ganzes, wurden von Seiten des Bremer Frauenausschusses wie von Seiten der Landesbeauftragten für Frauen Bedenken gegen das neue Gesetz laut. Im Jahr 2010 waren die im Rundfunkrat von Radio Bremen vertretenen gesellschaftlichen Gruppen zu 71 % von Frauen repräsentiert.

## Der Landesfrauenrat Bremen heute

### Ziele, Struktur und Umfang des Vereins
Allgemein hat es sich der Landesfrauenrat Bremen zur Aufgabe gemacht, zur Weiterentwicklung einer demokratischen Gesellschaft im Sinne der im Grundgesetz verankerten Gleichberechtigung von Mann und Frau beizutragen. Die Aufgaben und Ziele des gemeinnützigen Vereins wurden mit der Änderung seiner Satzung im Jahr 2009 stärker präzisiert. Als Ziele festgehalten sind hier seither die Stärkung der Repräsentanz von Frauen in allen gesellschaftlichen Bereichen, eine Auseinandersetzung mit allen Themen des gesellschaftlichen Lebens aus der Sicht von Frauen und die Verbesserung der Vereinbarkeit von Beruf und Familie für Frauen und Männer. Darüber hinaus gehören zu den Aufgaben der Einsatz des Frauenausschusses für eine eigenständige Existenzsicherung von Frauen sowie deren Weiterbildung mit dem Ziel der Stärkung ihres Einflusses in Politik, Wirtschaft und Gesellschaft. Zur Erreichung von Geschlechtergerechtigkeit soll eine konsequente Umsetzung der Gender-Mainstreaming-Strategie verfolgt werden.
Die Organisation des Vereins umfasst als Gremien einen siebenköpfigen Geschäftsführenden Vorstand, einen Gesamtvorstand, dem zudem die Vorsitzenden aller Mitgliedsverbände angehören und die Delegiertenversammlung. Höchstes beschlussfassendes Gremium ist die Delegiertenversammlung, zu der die Mitgliedsverbände gestaffelt nach ihrer Mitgliederzahl jeweils ein bis 12 Delegierte entsenden. Im Jahr 2010 umfasste sie 70 Delegierte.
Gegenwärtig umfasst der Verband 35 Frauenverbände und -organisationen über Partei-, Konfessions- und soziale Grenzen hinweg aus einem breiten Spektrum der Bremischen Gesellschaft mit rund 110.000 Mitgliedern.

### Arbeit des Landesfrauenrats
Der Landesfrauenrat Bremen versteht sich als Interessenvertretung der Frauen im Lande Bremen und arbeitet in diesem Zusammenhang eng mit der Bremischen Landesbeauftragten für Frauen zusammen.
Er ist Mitglied im Rundfunkrat von Radio Bremen, in den ESF- und EFRE-Begleitausschüssen der EU, im Freundeskreis der Wittheit zu Bremen, hat einen Gaststatus im Gleichstellungsausschuss der Bremischen Bürgerschaft und arbeitet zudem in der Bremer Initiative Aktive Bürgerstadt (BIAB) mit.
Er steht in Kooperation mit dem Deutschen Frauenrat und den Landesfrauenräten aller Bundesländer und nimmt an der jährlichen Konferenz der Landesfrauenräte (KLFR) teil. Der Landesfrauenrat arbeitet mit dem Senat und der Bremischen Bürgerschaft zusammen. Als Teil seiner Arbeit in Bremen versteht er regelmäßige Veranstaltungen mit den Mitgliedsverbänden zu aktuellen frauenpolitischen Themen, den Aufbau und die Pflege von Frauennetzwerken, die Zusammenarbeit mit gesellschaftlich bedeutsamen Gruppen, öffentliche Diskussionsveranstaltungen sowie Presse- und Öffentlichkeitsarbeit.
Mit Eingaben an die Parlamente und Ministerien auf Bundesebene wie auf Ebene des Landes Bremen will der Landesfrauenrat erreichen, dass die Anträge einzelner Verbände als politische Willensbekundung weitergetragen werden an die verantwortlichen Stellen.

### Bremer „Frau des Jahres“ und Veranstaltungsreihe „Politika“
Beachtung in der Bremischen Öffentlichkeit findet die seit 1999 durchgeführte jährliche Wahl der Bremer „Frau des Jahres“ durch den Frauenausschuss. Die Ehrung der so ausgezeichneten Frau wird in einer größeren Feierstunde im Festsaal des Bremer Rathauses oder in der Bremer Bürgerschaft vorgenommen und findet durchweg am 8. März statt, dem Internationalen Frauentag.
Seit Mai 2010 veranstaltet der Frauenausschuss die monatliche Vortrags- und Diskussionsveranstaltung „Politika“ zu frauenpolitisch kontroversen Themen auf dem Theaterschiff Bremen, zu der jeweils eine Gastreferentin eingeladen ist. Die vom Frauenausschuss moderierten zweistündigen Themenabende verstehen sich als Möglichkeit zum Austausch und Gespräch von frauenpolitisch Interessierten und enden mit anschließender Chill-Out-Musik.

## Appell gegen Frauenausschluss bei der Schaffermahlzeit

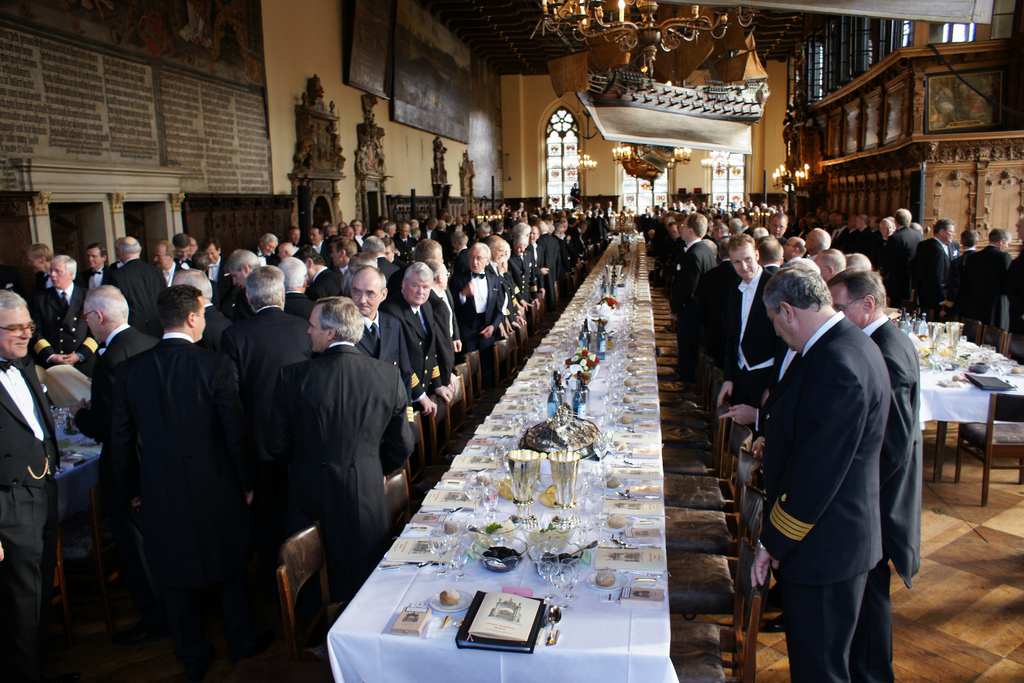
„Haus Seefahrt“ und seine Schaffermahlzeit: Männernetzwerk der bremischen Wirtschaftselite mit langer Tradition

Im April 2010 verabschiedete die Delegiertenversammlung des Bremer Frauenausschusses einen einstimmig angenommenen Appell gegen den fast durchgängigen traditionellen Ausschluss von Frauen bei der Schaffermahlzeit in Bremen. Das jahrhundertealte Festmahl, das heute als eines der „bedeutendsten gesellschaftlichen Ereignisse Deutschlands“ gilt und zu dem etwa 100 hochkarätige auswärtige Gäste aus Wirtschaft, Politik und Gesellschaft von der Bremer Wirtschaftselite eingeladen werden, geriet wegen dieser Praxis seit seiner Ausrichtung 2009 zunehmend in die öffentliche Kritik in Bremen. Ein vom Weser-Kurier initiiertes Treffen zwischen dem Verwaltenden Vorsteher der die Mahlzeit ausrichtenden Stiftung Haus Seefahrt und der Bremer Landesbeauftragten für Frauen weckte im Juli 2009 in der Öffentlichkeit Erwartungen auf eine baldige Änderung dieser Praxis. Diese wurden jedoch mit der Schaffermahlzeit im Februar 2010 als erneut reiner Männerveranstaltung enttäuscht.
Dies nahmen die 70 Delegierten des Bremer Frauenausschusses gut zwei Monate später zum Anlass, sich mit einem Appell an die in Haus Seefahrt organisierte Bremische Wirtschafts- und Kapitänselite zu wenden. Es sei nicht länger hinnehmbar, dass „bei der Auswahl der Gäste zur Schaffermahlzeit beharrlich gegen das Gleichstellungsgebot“ des Grundgesetzes und der UN-Menschenrechtscharta verstoßen werde. Die Stiftung müsse Frauen die Teilnahme am Schaffermahl ermöglichen. Dass sie einst Bundeskanzlerin Angela Merkel zur Schaffermahlzeit eingeladen habe, reiche nicht. Es werde „geflissentlich übersehen“, dass mittlerweile genügend Frauen wichtige Funktionen in Wirtschaft, Politik und Gesellschaft ausübten. In der Diskussion des Antrags wurde zudem darauf hingewiesen, dass häufig neue Geschäftsverbindungen bei den Schaffermahlzeiten entstünden, Frauen aber solche Möglichkeiten versperrt blieben. Der Ausschluss der Frauen werde mit Traditionen begründet. „Traditionen sind lebendig,“ so der Appell weiter, „wenn sie sich dem gesellschaftlichen Wandel anpassen.“ Ansonsten liefen sie Gefahr, zu „musealen Werten“ zu verkommen. Grundsätzlich befand das Bundesverfassungsgericht hinsichtlich der rechtlichen Stellung von Traditionen in Bezug auf das verfassungsrechtliche Gleichstellungsgebot vor etlichen Jahren: „Allein die traditionelle Prägung eines Lebensverhältnisses reicht für eine Ungleichbehandlung … nicht aus. Das verfassungsrechtliche Gebot verlöre seine Funktion, für die Zukunft die Gleichberechtigung durchzusetzen, wenn die vorgefundene gesellschaftliche Wirklichkeit hingenommen werden müßte.“
Mit dem Aufruf ist der Bremer Frauenausschuss das zweite Gremium in Bremen, das eine über die bisherige öffentliche Diskussion hinausgehende politische Beschlussfassung ausführte. Vorausgegangen war ein Aufruf des SPD-Unterbezirks Stadt Bremen an Bürgermeister Jens Böhrnsen, in seiner Funktion als Senatspräsident von seinem traditionellen Vorschlagsrecht für Gäste der Schaffermahlzeit Gebrauch zu machen und künftig Frauen zu der Veranstaltung einzuladen. Eingebracht und formuliert wurden beide Anträge von der ASF in Bremen, die auch Ausrichterin des jährlichen frauenpolitischen Forums „Schafferinnenmahl“ ist. 2013 verabschiedete die Bremer Bürgerschaft mit den Stimmen von SPD, Grünen und Linkspartei eine diesbezügliche Forderung. Seit 2015 werden Frauen eingeladen.

## Vorsitzende
| Zeitraum  | 1. Vorsitzende                      | 2. Vorsitzende                     |
| --------- | ----------------------------------- | ---------------------------------- |
| 1946–1947 | Irmgard Enderle (MdBB SPD)          | -                                  |
| 1947–1948 | Charlotte Niehaus (MdBB SPD)        | -                                  |
| 1949–1950 | Agnes Heineken (MdBB FDP)           | Anna Klara Fischer                 |
| 1951      | Anna Klara Fischer                  | -                                  |
| 1952–1959 | Anna Stiegler (MdBB SPD)            | -                                  |
| 1960/1961 | Gisela Müller-Wolff (MdBB SPD)      | -                                  |
| 1961–1967 | Erika Vormschlag                    | Hanni Lohmann (FDP MdBB)           |
| 1967–1973 | Eva Schütte (MdBB FDP)              | Martha Hövelmann                   |
| 1973–1979 | Hannelore Spies (MdBB CDU)          | Rosemarie Steffen                  |
| 1979–1981 | Christine Beuthner                  | Alm Kipp                           |
| 1981–1983 | Hannelore Spies (MdBB CDU)          | Anneliese Hentschel                |
| 1983–1985 | Rosemarie Steffen                   | Inge Falldorf                      |
| 1985–1989 | Rosemarie Steffen                   | Ingeborg Menze (SPD)               |
| 1989–1991 | Ingeborg Menze (SPD)                | Erika Riemer-Noltenius (DAB)       |
| 1991–1995 | Erika Riemer-Noltenius (DAB)        | Rosemarie Albensoeder              |
| 1995–1997 | Erika Riemer-Noltenius (DAB)        | Erika Morgenroth                   |
| 1998–2003 | Annedore Windler (CDU)              | Ingeborg Sieling                   |
| 2003–2005 | Ingeborg Sieling                    | Waltraut Wedemeyer (FDP)           |
| 2005–2008 | Gisela Hülsbergen (MdBB SPD)        | Barbara Wulff (MdBB SPD)           |
| 2009–2010 | Gisela Hülsbergen (SPD)             | Heidemarie Gniesmer                |
| 2011–2017 | Annegret Ahlers (SPD)               | Margareta Steinrücke (DGB)         |
| 2017      | Perdita Engeler (Zonta Club Bremen) | Ingeborg Mesher (Terre des Femmes) |
| 2018      | Perdita Engeler (Zonta Club Bremen) | -                                  |
| 2019      | Perdita Engeler (Zonta Club Bremen) | Andrea Buchelt (DAB)               |
| 2019      | Andrea Buchelt (DAB)                | Katharina Riebe (ASF)              |
| 2020      | Andrea Buchelt (DAB)                | Katharina Riebe (ASF)              |
| 2021      | Andrea Buchelt (DAB)                | Jutta Heinemann (DJB)              |
| 2022      | Andrea Buchelt (DAB)                | Norina Köslich (VdU)               |